# Orlando Predators
Los Orlando Predators (Predadores rlando) es un equipo de la Arena Football League que tiene su base en Orlando (Florida). Sus partidos los juegan en el Kia Arena, también ubicado en Orlando. Forman parte de la National Conference de la división sur.
Los Predators son uno de los mejores y más antiguos equipos de la AFL, ganando el Arena Bowl en 1998 y 2000. El equipo fue fundado en 1991 y desde 1992 hasta la presente temporada del 2007 han ido a todos los Playoffs de la Liga.

## Historia
Orlando recibió la licencia de AFL el 28 de febrero de 1991 y debutó en el Arena Football ese mismo año. El 1991 sería el único año en que los Depredadores no fueron a la postemporada. En los primeros años la asistencia de público empezó a incrementarse y se demostró que Orlando era una sede sólida para una Liga, que vivía de equipos que apenas duraban dos años, en su mayoría.

### 1992: La paliza, el minuto del milagro y la derrota
En 1992 el equipo se dio el gusto de vencer al San Antonio Force por 50-0, una derrota o paliza récord en la AFL, donde el pateador del Force, Matt Frantz falló sus 6 goles de campo. 
Durante la semana 4 se produjo el "Miracle Minute" (el minuto del milagro) ante el Detroit Drive. El Drive iba ganando 42-32 con solo 49 segundos de juego. El milagro empezó cuando el QB Ben Benett, lanzó 2 pases de touchdown, y 2 conversiones de doble punto extra, a WR/DB Barry Wagner, más una patada corta que el mismo Wagner recuperó y el tackle ganador, que él mismo logró. Más un touchdown de Detroit, el partido terminó 50-49 a favor del Orlando. Aquel partido está inscrito en los AFL's Greatest Highlights Countdown como el número uno.
Jugaron su primer juego de campeonato: el Arena Bowl VI ante los Detroit Drive, equipo al que vencieron en el "Miracle Minute". El partido se jugó en el Orlando Arena. El Drive ganó por 56-38.
- Datos: Q2304286
- Multimedia: Orlando Predators / Q2304286